# Jiao Yu

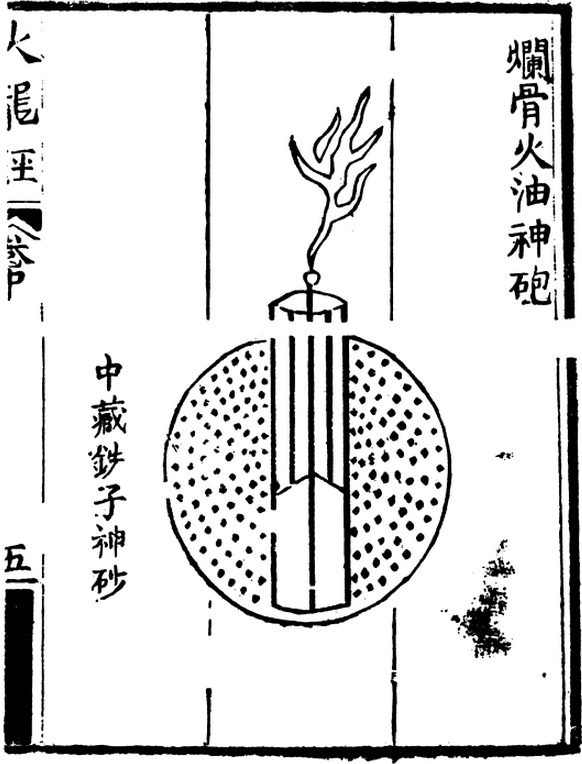
Una ilustración de una bomba de fragmentación en el Huolongjing. Los puntos negros representan los perdigones de hierro.

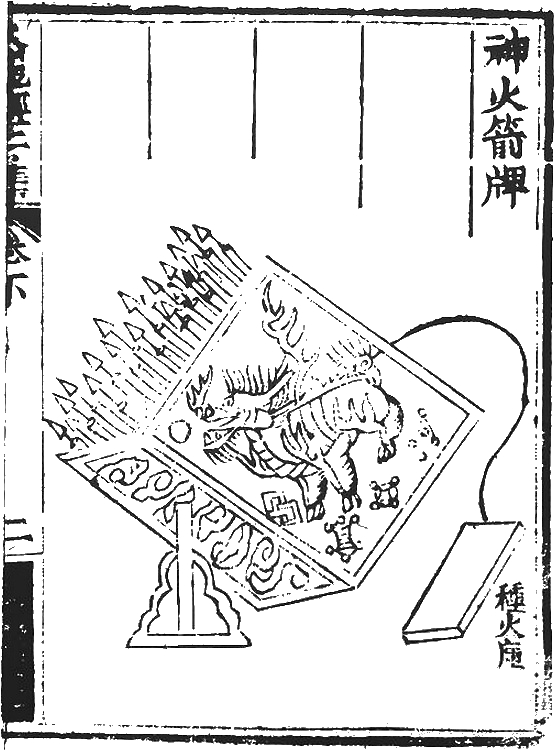
Representación de un lanzador de cohetes, ilustración del Huolongjing

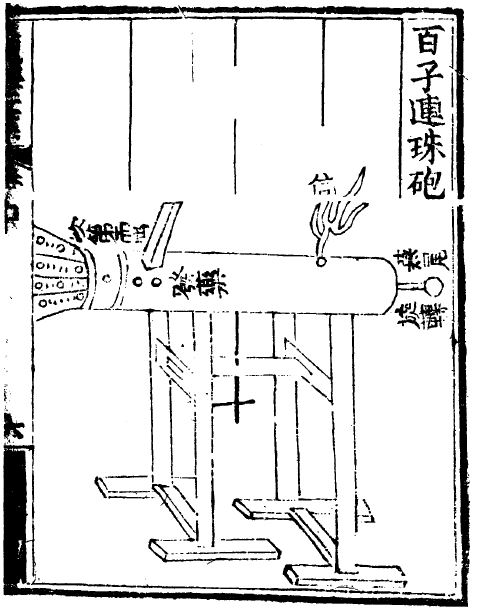
Se ve una lanza de fuego, el 'múltiple eruptor de balas' dispara plomo, que se cargan en una recámara y se introducen en el cañón cuando se gira sobre su eje.

Jiao Yu (En Chino 焦玉; pinyin: Jiāo Yù; Wade–Giles: Chiao Yü) fue un oficial militar chino, filósofo y escritor de la dinastía Ming durante le reinado de Zhu Yuanzhang, el fundador de la dinastía. Zhu le encomendó como oficial principal de artillería para el ejército rebelde que derrocó a la mongoles de la dinastía Yuan, y estableció la Dinastía Ming. Como asesor principal y general, más tarde fue elevado al estatus de conde de Dongning. Editó y escribió un famoso tratado militar que describía el uso de la tecnología militar china a mediados del siglo XIV basándose en su campaña militar de 1355. Sin embargo, las descripciones de algunas armas de pólvora en su tratado provienen de textos de la Dinastía Song (960-1279) en las batallas contra los khitanos, jurchenos y mongoles. Su Huolongjing, traducido como el Manual del Fuego del Dragón, contiene descripciones de flechas de fuego, lanzas de fuego, granadas, armas de fuego, bombardas, cañones,  balas de cañón, minas, minas marinas, cohetes, lanzacohetes, dos etapas de cohetes, y varios pólvora soluciones, incluyendo brebajes venenosos.

## Vida y carrera
Jiao Yu era un aspirante a erudito en su juventud, sin embargo sus estudios tenían un valor práctico limitado bajo la dinastía gobernante mongola, ya que habían restringido el número de chinos aceptados en el servicio del gobierno. Antes de que Jiao Yu asumiera la causa contra los mongoles en el poder sobre China, se había encontrado con un adepto taoísta que vivía en la cordillera del Tiantai conocido como Chichi Daoren ("El taoísta que sabe cuándo detenerse"). Como Jiao Yu, Daoren aceptó las enseñanzas de Confucio y Mencio, pero en asuntos militares Jiao estaba convencido de que había heredado la habilidad del antiguo Sun Tzu. Después de que Jiao Yu se convirtiera en su protegido, Daoren instó a Yu a unirse a la causa de la rebelión de Zhu Yuanzhang. Daoren también había compartido con él varias obras literarias sobre 'armas de fuego' y sus usos registrados en la batalla. Después de unirse a sus filas, Jiao Yu se convirtió en uno de los confidentes confiables de Zhu Yuanzhang en la Revuelta de los Turbantes Rojos. Zhu estaba impresionado con el conocimiento de Jiao sobre armas de fuego que había adquirido anteriormente de Daoren, pero Zhu quería probar sus habilidades. Zhu ordenó a su oficial Xu Da que proporcionara una demostración de sus capacidades destructivas, las cuales fueron demostradas, impresionándole.
Con la ayuda de las "armas de fuego" de Jiao, el ejército de Zhu, una vez destinado en Hezhou entre una plétora de diferentes grupos rebeldes en los alrededores de las ciudades, conquistó Jingzhou y Xiangzhou en una expedición. En la segunda expedición, las provincias de Jiang y Zhe; y en la tercera campaña, toda la provincia de Fujian, incluyendo sus alrededores, las vías fluviales. Después de esto, el ejército de Zhu capturó todo Shandong en una campaña, fortaleciendo su base mientras la autoridad del régimen mongol en Beijing se derrumbaba por doquier. Zhu finalmente condujo a los mongoles hacia el norte en 1367, estableciendo una nueva capital en Nanjing. Poco después, Beijing se convirtió en la capital secundaria.
Tras el éxito de la rebelión y el establecimiento de Zhu y la dinastía Ming, Jiao encarga la fabricación de armas de fuego al gobierno. Jiao finalmente fue nombrado jefe de la enorme armería: Shen Zhi Ying, donde se depositaron multitud de armas y artillería fabricadas para su almacenamiento y custodia. El mantenimiento adecuado y las medidas de seguridad para los arsenales de pólvora se tomaron muy en serio durante el tiempo de Jiao debido al recuerdo de desastres anteriores durante la dinastía Song, como el arsenal personal del primer ministro Zhao Nanchong incendiado y explotando en 1260, junto con el monumental desastre del enorme arsenal de Weiyang que se incendió accidentalmente en 1280 y mató a más de 100 personas. Con Zhu Yuanzhang en el poder sobre el gobierno, estableció varias instalaciones de producción en la capital en Nanjing para la fabricación de pólvora y armas de fuego, almacenadas en varios arsenales en todo el país. El Emperador estableció un nuevo Departamento de pólvora en la administración central de la capital. Jiao Yu puso mucho énfasis en la importancia de las armas de fuego, como escribió una vez en un prefacio de su libro, "la misma existencia o destrucción del Imperio, y las vidas de todas las fuerzas armadas dependen de la sincronización exacta de estas armas. De esto se tratan las armas de fuego"
Junto con el erudito, el general y el consejero de la corte Liu Bowen (1311-1375), Jiao Yu se convirtió en editor del tratado militar del siglo XIV conocido como el Huolongjing (El Manual del Fuego del Dragón). La publicación en Nanyang del libro, conocida como Huolongjing Quanzhi (Manual del Fuego del Dragón Completo) presentó un prefacio escrito por Jiao Yu mucho más tarde, en 1412. Ambas publicaciones atribuyeron falsamente los primeros pasajes del libro al antiguo primer ministro chino, Zhuge Liang (181-234 d. C.) de la Shu Han, aunque el uso bélico de la pólvora empezará con el advenimiento del Pen Huo Qi, un lanzallamas de nafta en el siglo X. Los pasajes más antiguos encontrados en el Huolongjing fueron recolectados de fuentes posteriores del año 1270.
Aunque Jiao Yu en la biografía no aparece en la Historia de Ming (1739), Yu fue mencionado en el libro de Zhao Shizhen: el Shenqipu (1598), Rubin, Binglu (1606), y Jiao Xu del Zekelu (1643). Su texto Huolongjing fue reimpreso en el siglo XIX, durante finales de la Dinastía Qing.

## El Huolongjing
El Huolongjing (Chino: 火龍神器陣灋), compilado y editado por Jiao Yu y Liu Zhi, se expone el uso de diversas armas de pólvora en China durante el siglo XIV. Se proporcionó información respecto a:
- Varias composiciones de pólvora.[10]
- Descripciones de la bomba granada de hierro fundido hueco de China.[11]
- Descripciones de las flechas de fuego.[12]
- Descripciones de las minas de tierra.[13]
- Descripciones de las minas marinas.[14]
- Descripciones de las lanzas de fuego y proto-armas de fuego.[15]
- Descripciones de las bombardas y cañones.[16]
- Descripciones de los orificios llenos de pólvora para las balas de cañón.[17]
- Descripciones de las pistolas con posibles serpentinas utilizadas como componentes en llaves.[18]
- Descripción de lanzadores de cohetes[19] y de cohetes.[20]
- Descripciones de las alas de los cohetes con las aletas adheridas para una mejor estabilidad aerodinámica.[21]